# مقاطعة كلاي (إنديانا)
مقاطعة كلاي (بالإنجليزية: Clay County, Indiana)‏ هي إحدى مقاطعات ولاية إنديانا في الولايات المتحدة. تأسست سنة 1825، بلغ عدد سكانها 26890 نسمة في عام 2010 حسب إحصاء مكتب تعداد الولايات المتحدة وتصل الكثافة السكانية فيها 29.03 نسمة/كم2.

## وصلات خارجية
- www.claycountyin.gov
- United States Counties